# معقد متفطرة سلية

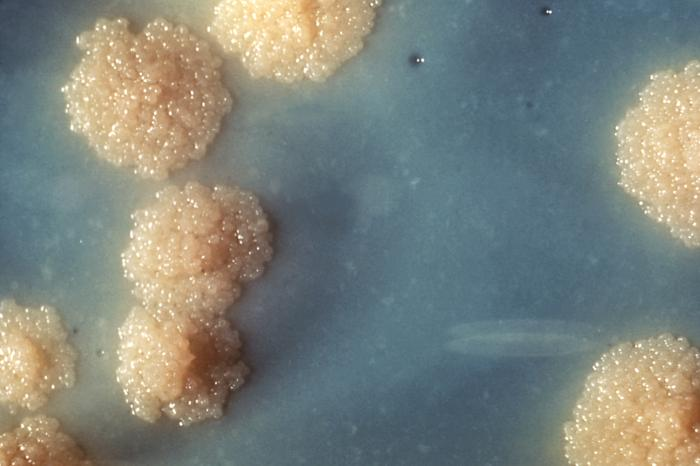

معقد متفطرة سلية هي مجموعة مُتصلة وراثيًا بأنواع المُتفطرات التي يُمكن أن تُسبب مرض السل عند البشر أو الكائنات الحية الأخرى.
وتشمل:
- متفطرة سلية
- متفطرة أفريقية
- متفطرة بقرية وعصية كالميت غيران
- متفطرة ميكروتي
- متفطرة كانيتي
- Mycobacterium caprae
- Mycobacterium pinnipedii
- Mycobacterium suricattae
- Mycobacterium mungi[1]